# PGC 2699
LEDA/PGC 2699, auch UGC 477, ist eine leuchtschwache Spiralgalaxie vom Hubble-Typ Sdm im Sternbild Fische am Nordsternhimmel. Sie ist schätzungsweise 110 Millionen Lichtjahre von der Milchstraße entfernt. Der größte Teil der Materie in LSB-Galaxien besteht aus Wasserstoffgas und nicht aus Sternen. Anders als die Ausbuchtungen normaler Spiralgalaxien enthalten die Zentren von LSB-Galaxien keine große Anzahl von Sternen. Astronomen vermuten, dass dies daran liegt, dass LSB-Galaxien hauptsächlich in Regionen ohne andere Galaxien zu finden sind und daher weniger galaktische Wechselwirkungen und Verschmelzungen erlebt haben, die hohe Sternentstehungsraten auslösen können.
LSB-Galaxien wie UGC 477 scheinen stattdessen von dunkler Materie dominiert zu werden, was sie zu hervorragenden Untersuchungsobjekten macht, um unser Verständnis dieser schwer fassbaren Substanz zu erweitern. Da sie jedoch in galaktischen Durchmusterungen unterrepräsentiert sind, wurde ihre Bedeutung erst vor relativ kurzer Zeit erkannt.